# Sở Túc vương
Sở Túc vương (chữ Hán: 楚肅王, trị vì 380 TCN-370 TCN), tên thật là Hùng Tang (熊疑), hay Mị Tang (羋疑), là vị vua thứ 37 của nước Sở - chư hầu nhà Chu trong lịch sử Trung Quốc.
Theo Sử ký, Hùng Tang là con của Sở Điệu vương, vua thứ 36 của nước Sở.

## Trị vì
Năm 381 TCN, Sở Điệu vương mất. Do sinh thời Sở Điệu vương trọng dụng Ngô Khởi, tiến hành cải cách chấn hưng đất nước nhưng lại đụng chạm đến quyên lợi của quý tộc nước Sở nên bọn quý tộc oán ghét Ngô Khởi, bèn nhân Điệu vương mất, khởi binh đánh Ngô Khởi, Ngô Khởi chạy đến ôm thây Điệu vương, quân của quý tộc giơ cung bắn Ngô Khởi, nhưng lại bắn cả vào thi thể của Sở Điệu vương. Sau Hùng Tang lên ngôi, sai em là Hùng Lương Phu điều tra chuyện bắn vào thi thể Điệu vương, bắt được hơn 70 họ quý tộc khởi loạn đều đem tru di toàn bộ.
Năm 377 TCN, nước Ba thường quấy nhiễu nước Sở, Sở Túc vương phải điều quân đến Trúc Thiên Quan (nay thuộc phía Tây Hồ Bắc) để ngăn chặn quân Ba.
Năm 375 TCN, Ngụy và Sở xảy ra chiến tranh, Sở thua, mất đất Vu Du Quan. Năm 371 TCN, Ngụy lại đánh Sở, chiếm được Lỗ Dương.
Năm 370 TCN, Sở Túc vương mất, ông ở ngôi 11 năm. Do Túc vương không có con trai ngôi nên em ông là Hùng Lương Phù lên nối ngôi, tức là Sở Tuyên vương.